# Sopran
Sopran (av italienska, ’den översta’) är inom musiken antingen en kvinnoröst väl anpassad för höga toner, ett instrument som likaledes spelar toner i höga register eller den eller de högsta stämmorna i en kör.

## Sopran inom sång

Sopranens röstomfång med lägsta och högsta ton i notskrift (vänster) samt indikerat på ett piano i grönt (ovan).

Sopran är i västerländsk musikterminologi den röst som sjunger de högsta (mest högfrekventa) tonerna och kännetecknas av ett sångbart och klangfullt register mellan åtminstone c1 till c3; rösten bör även expandera i de högre tonerna. Med sopran avses kvinnor som har sådana röster, men det är också vanligt att pojkar före målbrottet sjunger sopranstämmor, så kallade gossopraner, särskilt inom sakral musik. 
I historisk tid har det också förekommit kastratsångare, att gossar kastrerats för att de skulle kunna sjunga sopran även när de blev vuxna. Vissa av de klassiska operorna under 1700-talet, till exempel några av Mozarts, är skrivna för kastratsångare som på den tiden av religiösa skäl ansågs mer passande på scen än kvinnor, fastän kvinnliga sångare alltid förekommit såväl inom den profana som den sakrala musiken. En man som sjunger sopran i falsett kallas sopranist (jfr. kontratenor). En manlig sopran och en kvinnlig har olika röstklang, och för att en kvinna ska kallas sopran krävs förutom att hon kan ta tonerna, även att rösten växer med högre toner. Under barocken ansågs kastratsångare ha den vackraste klangfärgen, vilket var ännu ett skäl till att det var vanligt.
Sopranens toner ska sjungas i huvud- och bröstregister, även kallade huvudklang och bröstklang, och det är tonomfånget med denna teknik som avgör huruvida någon är sopran eller inte. Många sångerskor sjunger i så högt läge som rösten förmår, i det så kallade visselregistret i den trestrukna oktaven eller, mycket ovanligt, ännu högre, men tekniken räknas inte som full röst, och dessa toner brukar inte räknas in i någons röstomfång. Om någon tar toner i den trestrukna oktaven med full röst räknas de dock. I en blandad kör är sopran beteckningen på den högsta damstämman, även om den i många äldre verk ursprungligen var avsedd för gossopraner. Koloratursopran är en solosångerska inom klassisk musik av en viss typ som klarar svår musikalisk akrobatik, mycket höga toner och, ofta, är ljus eller ung i klangen. Ett fåtal operaroller kräver en så kallad dramatisk koloratursopran, vilket innebär en hög sopran med djup eller mogen klangfärg. Såväl klangfärgen som röstomfånget kan ändras under livet och med träning.
En sopranstämma i ett körverk håller sig ofta i omfånget c'-g", medan solister förväntas ha ett klangfullt röstomfång upp till åtminstone c''', höga c, men flera operaarior går mycket högre än så. Nattens drottnings stora aria av Mozart sträcker sig upp i f''', 1397 svängningar/sekund. Den operaarian räknas som ett av de mest svårsjungna partierna som skrivits för kvinnor, och är en typisk roll för en dramatisk koloratursopran. 
Dramatisk sopran är motsatsen inom sopranläget, med en betydligt lägre tessitura, en mindre rörlig melodi samt krav på stor, rik klang, detta för att matcha den stora orkester som används i operor med denna typ av roller. Den dramatiska sopranen växte fram med de tyska räddningsoperorna i början av 1800-talet och nådde sin kulmen i och med Wagners stora operor där roller som Brynnhilde och Isolde räknas som den dramatiska sopranens verkliga kraftprov. Även Richard Strauss använder sig av den dramatiska sopranen i några av sina operor. Titelpartiet i Salome, Elektra och Die Frau ohne Schatten är alla skrivna för denna rösttyp. En dramatisk soprans omfång väntas ligga mellan g-c3. Antalet höga c i dessa roller är begränsade till ytterst få och ibland inte ett enda (Sieglinde, Kundry exempelvis).

### Några kända klassiska sopraner
- Maria Callas
- Montserrat Caballé
- Kjerstin Dellert
- Mirella Freni
- Angela Gheorghiu
- Birgit Nilsson
- Elisabeth Söderström
- Barbara Hendricks
- Isabella Colbran
- Giuditta Grisi
- Jenny Lind
- Kristina Nilsson
- Giuditta Pasta
- Hjördis Schymberg
- Nina Stemme
- Sonja Stjernquist
- Renata Tebaldi

## Sopran om musikinstrument
Sopran kallas instrument inom en grupp instrument av olika storlekar som i tonomfånget motsvarar en sopranstämma, till exempel sopransaxofon, soprankornett, sopranklarinett, sopranblockflöjt. Ännu ljusare toner frambringar sopranini-instrument.